# Microcos opaca
Microcos opaca är en malvaväxtart som beskrevs av Karl Ewald Maximilian Burret. Microcos opaca ingår i släktet Microcos och familjen malvaväxter. Inga underarter finns listade i Catalogue of Life.